# Шоја Накаџима
Шоја Накаџима (јап. 中島 翔哉; 23. август 1994) јапански је фудбалер који тренутно наступа за турског прволигаша Анталијаспор.

## Каријера
Током каријере је играо за Токио Верди, Токио и многе друге клубове.

## Репрезентација
За репрезентацију Јапана дебитовао је 2018. године. За тај тим је одиграо 6 утакмица и постигао 2 гола.

## Статистика
| Јапан  | Јапан   | Јапан  |
| Година | Наступи | Голови |
| ------ | ------- | ------ |
| 2018.  | 6       | 2      |
| 2019.  | 13      | 3      |
| Укупно | 19      | 5      |

## Трофеји

### Ал Духаил
- Куп емира Катара (1) : 2019.

### Порто
- Првенство Португала (1) : 2019/20.
- Куп Португала (1) : 2019/20.
- Суперкуп Португала (1) : 2020.